# Cipadung Wetan
Cipadung Wetan is een bestuurslaag in het regentschap Kota Bandung van de provincie West-Java, Indonesië. Cipadung Wetan telt 3740 inwoners (volkstelling 2010).